# Том Форд (дизайнер)
То́мас Карла́йл Фо́рд (відомий як То́м Ф́орд, англ. Thomas Carlyle "Tom" Ford) — американський дизайнер та режисер. Завоював міжнародну популярність своєю роботою для модного дому Gucci, створенням торгової марки Tom Ford і постановкою фільму-номінанту премії «Оскар» — «Самотній чоловік».

## Біографія
Народився в Остіні, штат Техас, в сім'ї рієлторів Тома Форда і Ширлі Бантон. Дитинство провів у Сан-Маркосі. Коли йому було 11 років, сім'я переїхала в Санта-Фе (штат Нью-Мексико).
У 17 років він самостійно поїхав до Нью-Йорка з метою здобуття освіти, де вступив до Нью-Йоркського університету і вивчав історію мистецтва.
Після року навчання Форд, покинувши Університет розпочав свою кар'єру як модель для телевізійної реклами до навчання дизайну інтер'єру в Парсонській школі дизайну в Нью-Йорку. У свій останній рік в Parsons School, він змінив фокус і направив свою увагу на дизайн одягу.
Як дизайнер-фрилансер на Сьомій авеню Форд спочатку працював для Кеті Хардвік, а потім у 1988 році у відділі джинсів Perry Ellis (напрямок Marc Jacobs, що існував нетривалий період).
У 1990 році в гірший фінансовий рік компанії Форд був призначений дизайнером жіночого одягу в Gucci. Через стратегічні та творчі прорахунки, а також сімейні ворожнечі, компанія Gucci в той період втрачає 340 мільярдів лір на рік. У 1992 році Форд був призначений директором по дизайну, а в 1994 році креативним директором Gucci. У перші шість місяців 1995 року прибутки компанії Gucci збільшилися на 87 відсотків. Саме цей період відзначений появою the classic Gucci loafer in rainbow hues (1991, класичні лофери з відтінками веселки).
Його новаторський погляд на модну індустрію отримав визнання як з боку широкої громадськості, так і з боку колег. Рада модних дизайнерів Америки в 1996 році визнав Тома Форда дизайнером року.
У 1997 році журнал People назвав Тома Форда серед 50 найкрасивіших людей світу.
2004 року Том Форд завершив свою роботу на Gucci. Після річної професійної перерви у 2005 році він формує у Нью-Йорку Tom Ford International, LLC.

## Фільмографія
| Рік  | Назва            | Зазначений як | Зазначений як | Зазначений як | Прим. |
| Рік  | Назва            | Режисер       | Сценарист     | Продюсер      | Прим. |
| ---- | ---------------- | ------------- | ------------- | ------------- | ----- |
| 2009 | Самотній чоловік | Так           | Так           | Так           |       |
| 2016 | Нічні звірі      | Так           | Так           | Так           |       |

## Особисте життя
- Том Форд — відкритий гей[3]. Його компаньйон і партнер — журналіст Річард Баклі; вони разом з 1986 року. Раніше Річард очолював чоловічу версію журналу Vogue — Vogue Hommes International.

- 23 вересня 2012 Том Форд і Річард Баклі стали батьками за допомогою послуг сурогатної матері. Хлопчика назвали Олександр Джон Баклі Форд.

- Нині проживає разом з сином в Лондоні в Південному Кенсінгтоні в будинку XIX століття, недалеко від Гайд-парку.

- Річард Баклі помер 19 вересня 2021 року в себе вдома у Лос-Анджелесі в 72-річному віці після тривалої хвороби[4].